# Platycotis vittatus
Platycotis vittatus är en insektsart som beskrevs av Fabricius. Platycotis vittatus ingår i släktet Platycotis och familjen hornstritar. Inga underarter finns listade i Catalogue of Life.